# مانون باربو
مانون باربو هي كاتبة سيناريو ومخرجة كندية، ولدت في 8 مايو 1949 في مونتريال في كندا.

## وصلات خارجية
- مانون باربو على موقع IMDb (الإنجليزية)
- مانون باربو على موقع قاعدة بيانات الفيلم (الإنجليزية)
- مانون باربو على موقع كينوبويسك (الروسية)